# Göran Djupsund
Göran Djupsund, född 30 oktober 1952 i Tammerfors, är en finländsk professor emeritus i statsvetenskap som profilerat sig som specialist på finländsk inrikespolitik och ofta anlitas som kommentator och debattör i massmedierna.
Djupsund avlade politices doktorsexamen vid Åbo Akademi 1981 med avhandlingen Illusioner om planering: en studie i kommunplaneringens konsekvenser. Djupsund var assistent i statskunskap vid Åbo Akademi 1975-80, forskningsassistent vid Finlands Akademi 1975-80 och överassistent vid Åbo Akademi 1981-86. Biträdande professor blev han 1986 och professor 1998. Djupsund verkade som professor i statskunskap med masskommunikation vid Åbo Akademi i Vasa och gick i pension år 2018. Hans efterträdare som professor i statskunskap vid Åbo Akademi i Vasa blev Kim Strandberg.
Djupsund har även gjort sig känd som valkommentator i finlandssvensk television. Göran Djupsund fick Svenska folkskolans vänners Folkbildningspris år 2017 för att han som samhällsanalytiker alltid är redo att slagkraftigt belysa det politiska spelet.